# أولاد بوضامك (أولاد امحمد)
أولاد بوضامك هو دُوَّار يقع بجماعة أولاد امحمد، إقليم تاوريرت، جهة الشرق في المملكة المغربية. ينتمي الدوّار لمشيخة أولاد امحمد التي تضم 10 دواوير. يقدر عدد سكانه بـ 157 نسمة حسب الإحصاء الرسمي للسكان والسكنى لسنة 2004.

## روابط خارجية
- البوابة الوطنية للجماعات الترابية
- المندوبية السامية للتخطيط